# Lebbeke
Lebbeke belga város, amely a flandriai Kelet-Flandria tartományban, Dendermonde körzetben található.

## Története

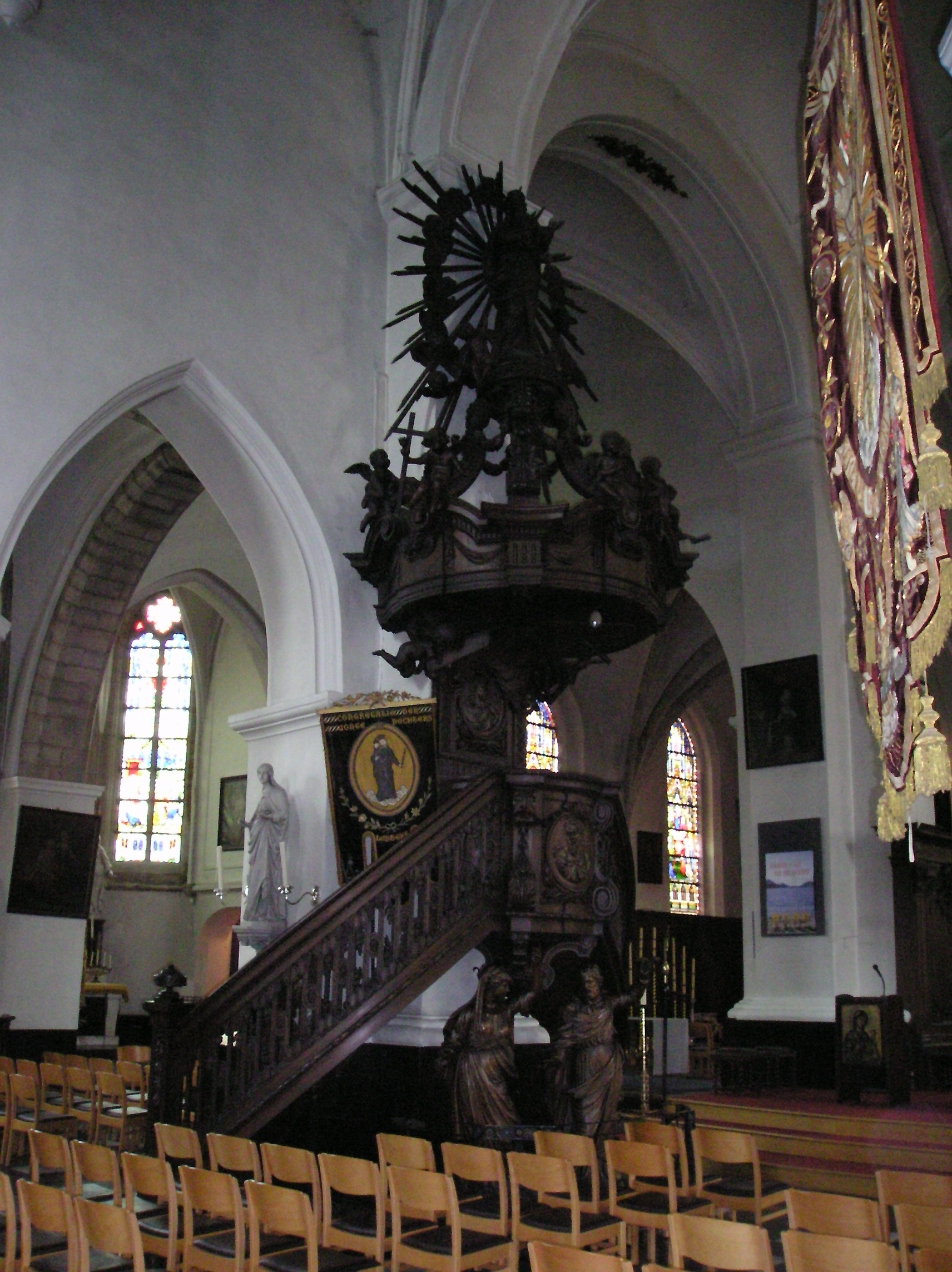
A templom belseje a fából faragott szószékkel

A környékbeli gazdag parasztcsaládok már 1108-ban felépítették a jelenlegi Lebbeke központjában álló Miasszonyunk-templom ("Onze Lieve Vrouwe-kerk") elődjét.
A templomot 1470-ben gótikus stílusban átépítették. A főhajót 1776-ban átépítették és még korábban, feltehetően 1712 körül, a nyugati homlokzatot is barokk stílusban felújították. 2004-ben a templom falait teljesen renoválták.
Lebbeke városán kívül közigazgatásilag ide tartoznak még Denderbelle és Wieze települések is, mindkettő Lebbeke-től nyugatra található. Denderbelle nevét a település található Dender folyóról kapta.
A város a központja a lebbekei esperességnek, amelyhez Lebbeke, Denderbelle és Wieze mellett a szomszédos Buggenhout város templomai tartoznak még.

## Politika

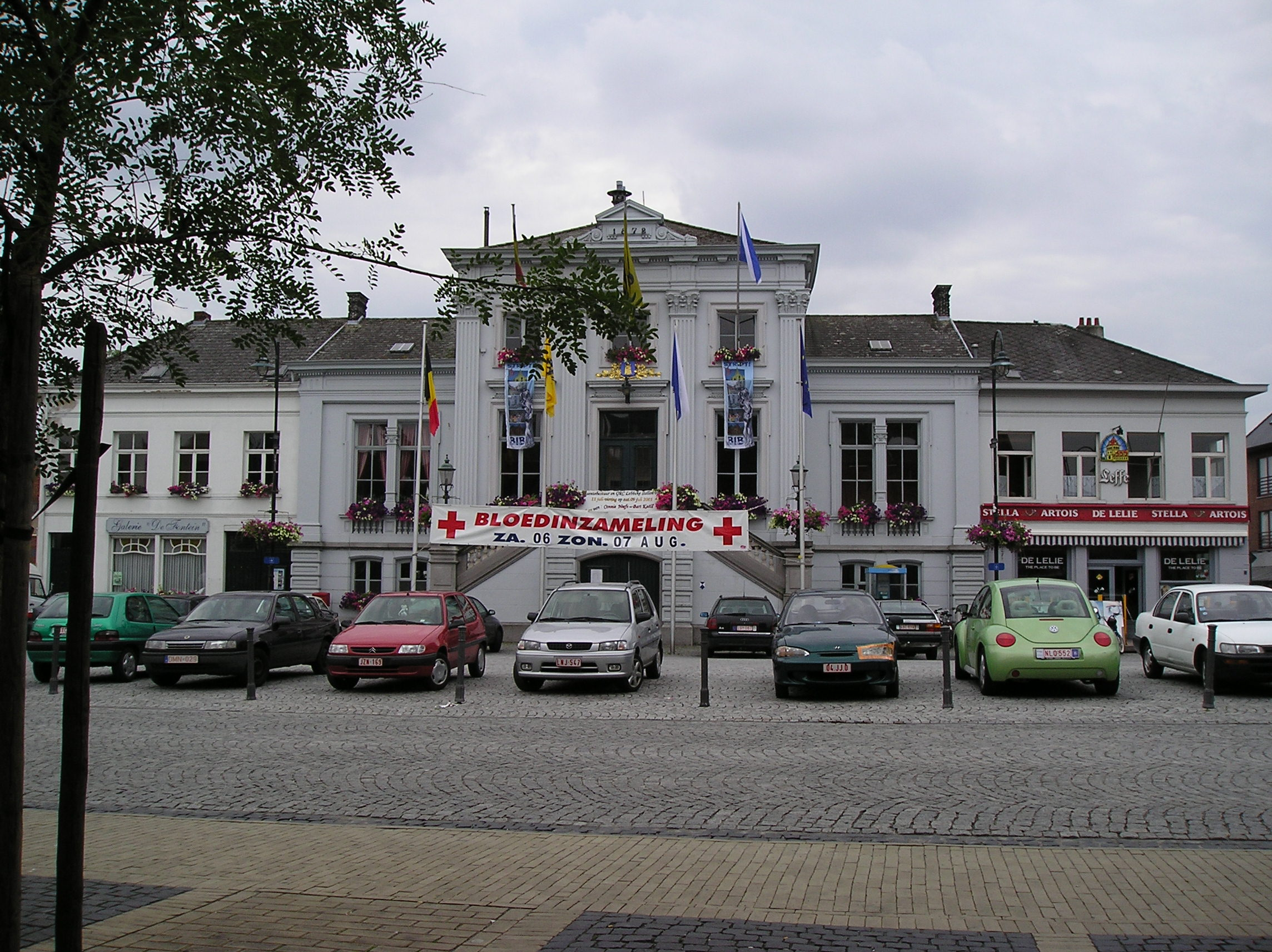
A városi önkormányzat épülete

A város polgármesterei:
- 1910-1926 : Armand Du Bois
- 1927-1946 : Alfons Du Bois
- Gustaaf Bosman
- Frans Mertens
- 1977-1981 : Alfons De Mol
- 1981- : André Tirez
- Frans Moeyersoon
- Jozef Hiel
- 2001- : François Saeys (VLD)

## Érdekesség
- Jean-Marie Pfaff, 64-szeres belga válogatott labdarúgó, Lebbeke városában született, de ma már Brasschaat városában él.

## Gazdaság
Wieze településen található a híres Chocolade Jacques csokoládéüzem (régebbi neve Barry Callebaut).

## Lásd még
- A városi önkormányzat honlapja
- Kasteel van Lebbeke